# Emil Rengle
Emil Rengle (n. 1 septembrie 1990, Oradea, România) este un compozitor, coregraf, dansator, regizor și solist din România. Este câștigătorul celui de-al optulea sezon al Românii au talent și primul dansator din istoria emisiunii care câștigă marele premiu.

## Carieră
În anul 2015, Emil a fondat proiectul muzical numit RENGLE, la care a lansat discurile single, „Click Click”, „Say Cheese”, „Lost You in Hong Kong” și „China” prin intermediul casei de discuri Roton. Emil a fost invitat să facă parte din echipa artistica a galei muzicale MTV Europe Music Awards al anului 2015. În anul 2017, Emil a participat la emisiunea de dans Uite cine dansează! împreună cu Dana Budeanu, la scurt timp cei doi s-au retras din competiție din cauza unui accident al Danei în timpul repetițiilor. Emil este de asemenea cunoscut pentru munca sa în calitate de coregraf cu artiști precum Alex Velea, Antonia, Loredana Groza, DJ Andi, Fly Project, Anda Adam, Corina, Alexandra Stan, Inna și regretata artistă Anca Pop. Emil de asemenea a participat pentru evenimente precum Coca Cola (Taste the Feeling), Media Music Awards 2012, Dubai XL Club, Untold Festival, și este coregraful principal al emisiunii Vocea României.
Emil Rengle a câștigat premiul de originalitate in valoare de 10.000 de euro și marele premiu in valoare 120.000 de euro la emisiunea-concurs Românii au talent.

## Viață personală
Într-un clip postat pe canalul său de YouTube, Emil Rengle a recunoscut că este bisexual.

## Discografie

### Single-uri
| Titlu                                          | Anul | Album |
| ---------------------------------------------- | ---- | ----- |
| „Click Click”                                  | 2015 | N/A   |
| „Say Cheese” (Klyde în duet cu DREI și Rengle) | 2016 | N/A   |
| „Lost You in Hong Kong”                        | 2017 | N/A   |
| „Merry Tik Tok” (& Olivia Addams)              | 2020 | N/A   |

### Videoclipuri
| Anul | Videoclip                            | Regizor                        |
| ---- | ------------------------------------ | ------------------------------ |
| 2016 | „Click Click”                        | Bogdan Păun și Emil Rengle     |
| 2016 | „Say Cheese” (Klyde, Drei și RENGLE) | Bogdan Păun și Catalin Alionte |
| 2016 | „China”                              | Bogdan Păun                    |
| 2017 | „Lost You in Hong Kong               | Bogdan Păun                    |